# Kamiumi
"Ebben a szócikkben a japán nevek magyaros átírásban szerepelnek."
A japán mitológiában az istenek teremtéstörténete (神産み '''Kamiumi''') Japán teremtése (Kuniumi) után következik valamint Izanagi és Izanami kami leszármazottainak születésére utal.

## Történet
A Kodzsiki szerint különféle istenségek születtek Izanagi és Izanami kapcsolatából míg a tűz istenség, Kagucucsi születésénél megégette Izanami nemiszerveit és halálosan megsebezte. Izanagi, végignézve szeretett felesége halálát, dühében fogta tíz öklös szablyáját és szétzúzta gyermekét, Kagucucsit. Az istenek egy része Kagucucsi véréből és maradványaiból született. Azután Izanagi elment Jomi földjére (holtak világa), hogy megkeresse Izanamit, ám mikor rátalált, Izanami már egy rothadó hulla volt és részeiből más istenek emelkedtek fel, ami Izanagi élők világába való repüléséhez vezetett. Ezt követően Izanagi elvégezte a misogi rituális megtisztítást, amin keresztül még több isten született. Ezek közül az utolsók a shinto három legfontosabb istene: Amateraszu, a Nap istennője; Cukujomi, a Hold istenség; és Szuszanoo, a tengerek istene.

## Az istenek születése
Japán teremtése közben a Nyolc Nagy Sziget (Ójasima) és más szigetek megteremtése után, Izanagi és Izanami úgy döntött, hogy életet ad más isteneknek, többek közt háztartásbeli istenségeknek, a szél, fák és rétek istenségeinek és ezek mind szabad akaratukból, spontán születtek.
1. '''Ókotoosio''' (大事忍男神)
2. '''Ivacucsibiko''' (石土毘古神) "Sziklák és a föld ifjú istene"
3. '''Ivaszuhime''' (石巣比売神) "Sziklák és a homok istennője"
4. '''Ótohivake''' (大戸日別神)
5. '''Ame-no-fukio''' (天之吹男神)
6. '''Ójabiko''' (大屋毘古神)
7. '''Kazamocuvake-no-osio''' (風木津別之忍男神)
8. '''Óvatacumi''' (大綿津見神) "Tengerek Szellemének Nagy Istene"

Folyótorkolatok istenségei (férj és feleség):
1. '''Hajaakicuhiko''' (速秋津日子神) "Sebes torkolatok istene"
2. '''Hajaakicuhime''' (ハヤアキツヒコ・ハヤアキツヒメ 速秋津比売神) "Sebes torkolatok istennője"  Hajaakicuhiko és Hajaakicuhime  kapcsolatából a következő istenek születtek:
  1. '''Ahanagi''' (沫那藝神) "Habok istene"
  2. '''Ahanami''' (沫那美神) "Habok istennője"
  3. '''Curanagi''' (頬那藝神)
  4. '''Curanami''' (頬那美神)
  5. '''Ame-no-mikumari''' (天之水分神) "Égi vízosztás istene"
  6. '''Kuni-no-mikumari''' (国之水分神) "Földi vízosztás istene"
  7. '''Ame-no-kuhizamocsi''' (天之久比奢母智神)
  8. '''Kuni-no-kuhizamocsi''' (国之久比奢母智神)
3. '''Sinacukiho''' (志那都比古神) "Szél istene"
4. '''Kukunocsi''' (久久能智神) "Fák istene"
5. '''Ójamacumi''' (大山津見神) "Hegyek istene"
6. '''Kaja-no-hime''' (鹿屋野比売神), más néven '''Nozucsi''' (野椎神) "Mezők istennője"  Ójamacumi és Kaja-no-hime  kapcsolatából a következő istenek születtek:
  1. '''Ame-no-szazucsi''' (天之狭土神) "Égi mezők istene"
  2. '''Kumi-no-szazucsi''' (国之狭土神) "Földi mezők istene"
  3. '''Ame-no-szagiri''' (天之狭霧神) "Égi ködök istene"
  4. '''Kuni-no-szagiri''' (国之狭霧神) "Földi ködök istene"
  5. '''Ame-no-kurado''' (天之闇戸神)
  6. '''Kuni-no-kurado''' (国之闇戸神)
  7. '''Ohotomatohiko''' (大戸惑子神) "Szorosok és völgyek istene"
  8. '''Ohotomatohime''' (大戸惑女神) "Szorosok és völgyek istennője"
7. '''Tori-no-ivakuszufune''' (鳥之石楠船神, "A madaras kő-kámforfa csónak isten"), más néven '''Ame-no-torifune''' (天鳥船, "Égi madaras hajó isten")
8. '''Ógecuhime''' (大宜都比売神) "Nagy élelemistennő"
9. '''Hi-no-jagihajao''' (火之夜藝速男神), más néven '''Hi-no-kagabiko''' (火之炫毘古神) és '''Hi-no-kagucucsi''' (火之迦具土神)

Kagucucsi születése közben Izanami nemi szervei megégtek és halálosan megsebesült. Gyötrődése közben hányásából, vizeletéből és ürülékéből még több isten született:
1. '''Kanajamabiko''' (金山毘古神), aki Izanami hányásából és ürülékéből született "Érc-hegy isten"
2. '''Kanajamabike''' (金山毘売神), aki Izanami hányásából és ürülékéből született "Érc-hegy istennő"
3. '''Hanijaszubiko''' (波邇夜須毘古神), aki Izanami ürülékéből született
4. '''Hanijaszubime''' (波邇夜須毘売神), aki Izanami ürülékéből született
5. '''Micuhanome''' (彌都波能売神), aki Izanami vizeletéből született "Vízi növényzet istennője"
6. '''Vakumuszubi''' (和久産巣日神), aki Izanami vizeletéből született "Ifjú teremtés istene" Vakumuszubinak született egy lánya, '''Tojouke''' (豊宇気毘売神) "Bőséges élelem istennője"

## Kagucucsi halála
Gyötrődése után Izanami meghal. Halálakor Izanagi a földön csúszva nyögött és gyászolta Izanamit. Könnyeiből született meg '''Nakiszavame''' (泣沢女神). Ezután Izanagi a Hiba-hegyen temette el Izanamit. Szomorúsága haraggá vált és úgy döntött, hogy megöli Kagucucsit  '''Ame-no-ohabari''' (japánul: 天之尾羽張 vagy Icu-no-ohabari) nevű tíz tenyeres kardjával.
Kagucucsi véréből a következő istenek bukkantak fel:
1. '''Ivaszaku''' (石折神) "Szikla-repesztő isten"
2. '''Neszaku''' (根折神) "Föld-repesztő isten"
3. '''Ivacucunoo''' (石筒之男神) "Sziklák és a föld férfi istene" A fenti istenek a kard csúcsáról a kövekre hulló vérből születtek.
4. '''Mikahajahi''' (甕速日神)
5. '''Hihajahi''' (樋速日神)
6. '''Takemikagucucsinoo''' (建御雷之男神), más néven '''Takefucu''' (建布都神) vagy '''Tojofucu''' (豊布都神) A fenti istenek a kard éléről hulló vérből születtek.
7. '''Kuraokami''' (闇淤加美神) "Sötét szurdokok istene"
8. '''Kuramicuha''' (闇御津羽神) "Sötét vízi növényzet istene" A fenti istenek a kard markolatáról hulló vérből születtek.

A következő istenek szintén Kagucucsi testéből születtek:
1. '''Maszakajamacumi''' (正鹿山津見神), felbukkanván Kagucucsi fejéből; "Hegyoldalak és hegyek szelleme"
2. '''Odojamacumi''' (淤縢山津見神), mellkasából; "Fiatalabb hegy-szellem"
3. '''Okujamacumi''' (奥山津見神), hasából; "Belső-hegy-szellem"
4. '''Kurajamacumi''' (闇山津見神), nemi szerveiből; "Sötét hegyi szellem"
5. '''Sigijamacumi''' (志藝山津見神), bal karjából; "Erdős hegy szelleme"
6. '''Hajamacumi''' (羽山津見神), jobb karjából; "Szélső hegy szelleme"
7. '''Harajamacumi''' (原山津見神), bal lábából; "Mezők és hegyek szelleme"
8. '''Tojamacumi''' (戸山津見神), jobb lábából. "Külső-hegy-szellem"

## Jomi földje
Izanagi ezután úgy döntött, hogy visszahozza Izanamit és elmegy Jomi-no-kuni-ba, az alvilágba. Áthaladván az alvilágba vezető kapun, találkozott Izanamival és azt mondta neki:
Az országok, amiket te és én teremtettünk, még nincsenek készen. Térjünk vissza együtt!
Izanami ezt válaszolta:
Kár, hogy nem jöttél korábban, mert ettem Jomi országában! [Ha valaki eszik Jomi földjén, akkor ott ragad és Jomi lakójaként végzi. Ezt az elgondolást "Jomocu Hegui (黄泉戸喫)"-nak hívják.] ... ám beszélni fogok Jomi isteneivel. Semmi esetre sem nézhetsz rám!
Ezt mondván Izanami belépett ezen istenek palotájába. Telt-múlt az idő, de Izanami még mindig nem tért vissza és Izanagi elkezdett kétségbeesni. Így letörte mizura díszítő fésűjének egyik fogát, amit hajának bal kontyában hordott, meggyújtotta, hogy megvilágítsa a palotát és úgy döntött, hogy belép a holtak birodalmába. Sikerül megtalálnia Izanamit, de meglepetten látja, hogy elvesztette szépségét és kukacokkal borított rothadó hullává vált. Testéből megszületett a nyolc viharisten:
1. '''Óikazucsi''' (大雷), Izanami fejéből; "Nagy mennydörgés"
2. '''Honoikazucsi''' (火雷), mellkasából; "Tüzes mennydörgés"
3. '''Kuroikazucsi''' (黒雷), hasából; "Sötét mennydörgés"
4. '''Szakuikazucsi''' (折雷), nemi szerveiből; "Repesztő mennydörgés"
5. '''Vakaikazucsi''' (若雷), bal karjából; "Fiatal mennydörgés"
6. '''Cucsiikazucsi''' (土雷), jobb karjából; "Föld mennydörgés"
7. '''Naruikazucsi''' (鳴雷), bal lábából; "Dübörgő mennydörgés"
8. '''Fuszuikazucsi''' (伏雷), jobb lábából. "Rejlő mennydörgés"

Izanagi megdöbbent, majd eldöntötte, hogy hazatér, de Izanami zavarban volt megjelenése miatt és arra utasította a Jomocusikome-t (黄泉 丑女 szó szerint "rémisztő nők a sötétség világából"), hogy üldözzék Izanagit. Repülése közben fejéről levette a fejdíszt és a földre dobta, ahol az egy szőlőfürtté változott. A Jomocusikome enni kezdett belőle, de folytatták a menekülő Izanagi üldözését.  Így az letörte fésűjének fogát, amit jobb kontyában viselt és amint a földre dobta bambuszrüggyé vált, sarkallván a Jomocusikome-t, hogy egyenek belőle és ezzel engedve Izanagit, hogy elmenekülhessen.
Ám Izanami úgy döntött, hogy elengedi a nyolc viharistent és 1,500 harcost Jomiból, hogy folytassák az üldözést. Izanagi előhúzta és megsuhintotta Tocuka-no-Curugi nevű kardját, hogy folytathassa repülését. Ahogy üldözték, Izanagi elérte a Jomocu-hiraszakát (黄泉比良坂), a lejtőt, ami az élők világából ereszkedik le Jomiba. Három őszibarackot szedett a fáról, ami azon a helyen nőtt és üldüzőire dobta őket, így azok elmenekültek.

Izanagi megjegyezte:
Segítség minden embernek, mikor fáradtak és nehézségekkel néznek szembe.
Az őszibarackokat Ohokamuzumi-no-mikotonak (意富加牟豆美命) hívták.
Végül Izanami üldözte Izanagit, de az felemelt egy sziklát, amit ezer ember se tudott volna megmozdítani és elzárta a lejtőt vele. Abban a pillanatban találkoztak szemeik utoljára.

Izanami azt mondta:
Ha így fogsz viselkedni, megfojtok és megölök ezret földed emberei közül egy nap alatt!
Izanagi így felelt:
Ha így fogsz tenni, én egy nap alatt 1,500 házat hozok létre szüléshez. Így egy nap alatt 1,000 ember fog meghalni és 1,500 fog megszületni.
Ezen szavak igazolták az emberek életének és halálának körforgását. Ugyanezen okból Izanamit '''Jomocu-ohokami''' (黄泉津大神) vagy '''Csisiki-no-ohokami''' (道敷大神) névvel is illetik és a szikladarab, ami elfedi a holtak birodalmának bejáratát '''Csikaesi-no-ohokaminak''' (道返之大神) vagy '''Jomido-no-ohokaminak''' (黄泉戸大神) is hívják és ma úgy ismert, mint Ifuja lejtője (伊賦夜坂) Izumoban, Simane prefektúrában.

## Izanagi megtisztulása
Jomi elhagyása után Izanagi úgy döntött, hogy eltávolít minden tisztátalanságot a testéből egy megtisztulási ceremónia (misogi) során, mely a Tacsibana no Ono in Cukusiban lévő Ahakihara folyójában való fürdésből áll. Ahogy levetette ruháit és ékszereit a földre a következő tizenkét isten született meg:
1. '''Cukitacufunato''' (衝立船戸神), kiemelkedvén pálcájából;
2. '''Micsi-no-nagacsiha''' (道之長乳歯神), selyemövéből;
3. '''Tokihakasi''' (時量師神), kézi táskájából;
4. '''Vazurai-no-usi''' (和豆良比能宇斯能神),ruháiból;
5. '''Micsimata''' (道俣神), hakamájából; "Út-elágazások istene"
6. '''Akiguhi-no-usi''' (飽咋之宇斯能神), koronájából;
7. '''Okizakaru''' (奥疎神), bal kezének karszalagjából;
8. '''Okicunagiszabiko''' (奥津那芸佐毘古神), bal kezének karszalagjából;
9. '''Okicukaibera''' (奥津甲斐弁羅神),bal kezének karszalagjából;
10. '''Hezakaru''' (辺疎神), jobb kezének karszalagjából;
11. '''Hecunagiszabiko''' (辺津那芸佐毘古神), jobb kezének karszalagjából;
12. '''Hecukaibera''' (辺津甲斐弁羅神), jobb kezének karszalagjából;

Ezután Izanagi megfosztatott Jomi földjének szennyeződéseitől. Ebben a pillanatban két isten született:
1. '''Jaszomagacuhi''' (八十禍津日神) "Sok balszerencsét okozó szellemerő isten"
2. '''Ómagacuhi''' (大禍津日神) "Nagy balszerencsét okozó szellemerő isten"

Majd levetvén az átkot, három isten született:
1. '''Kamunaobi''' (神直毘神) "Isteni jóvátétel isten"
2. '''Ónaobi''' (大直毘神) "Nagy jóvátétel isten"
3. '''Izunome''' (伊豆能売) "Szentség istennője"

Majd miközben vízzel mosta le testének alsó részét, két isten született:
1. '''Szokocuvatacumi''' (底津綿津見神)
2. '''Szokocucunoo''' (底筒之男神)

Mikor testének közepső részét mosta, két újabb isten született:
1. '''Nakacuvatacumi''' (中津綿津見神)
2. '''Nakacucunoo''' (中筒之男神)

Végül mosván testének felső részét, még két isten született:
1. '''Uvacuvatacumi''' (上津綿津見神)
2. '''Uvacucunoo''' (上筒之男神)

A Szokocuvatacumi, Nakacuvatacumi és Uvacuvatacumi hármasa a Szandzsin Vatacumit vagy víz isteneiként ismert istenségek csoportját alkotják. A Szokocuvatacumi, Nakacuvatacumi és Uvacuvatacumi hármasa alkotja a Szumijosi Szandzsin istenségek, a halászás és tengerek isteneinek csoportját, akiknek a Szumijosi Taisaban tanusítanak tiszteletet.
A megtisztulási ceremónia utolsó lépéseként Izanagi megmosta bal szemét, amiből megszületett '''Amateraszu Ómikami''' (天照大御神); megmosta jobb szemét, melyből megszületett '''Cukujomi-no-mikoto''' (月読命) és mikor az orrát mosta, megszületett  '''Takehaja-szuszanoo-no-mikoto''' (建速須佐之男命).
Ezzel a három istennel, akiket Mihasira-no-uzu-no-mikonak (三貴子, ”Három drága gyermek”) neveznek, Izanagi elrendelte a felavatásukat. Amateraszu Takamagahara irányítására való megbízást és egy Mikuratanano-no-kami (御倉板挙之神) nevű drágakő nyakláncot kapott Izanagitól.  Cukujomi az Éj uradalmának irányításával lett megbízva, Takehajaszuszanoo pedig a tengerek feletti uralommal.

## Bibliográfia
- Kodzsiki
- Chamberlain, Basil Hall (2008). The Kojiki: Japanese Records of Ancient Matters. Forgotten Books. ISBN 978-1-60506-938-8. Retrieved 9 February 2011.
- "Génesis del mundo y aparición de los primeros dioses" [Genesis of the world and appearance of the first gods] (PDF) (in Spanish). Archived from the original (PDF) on 2007-11-10.